# Джеймс, Марк
Марк Джеймс (англ. Mark James; 29 ноября 1940, Хьюстон — 8 июня 2024, Нашвилл) ― американский автор песен, который написал хиты для певцов Би Джей Томаса, Бренды Ли и Элвиса Пресли, включая «Suspicious Minds», ставший хитом номер один в США.

## Биография
Марк Джеймс родился в семье американца итальянского происхождения в Хьюстоне, штат Техас, 29 ноября 1940 года, и там же вырос. Джеймс подружился с Би Джеем Томасом, когда оба были ещё молоды.
К концу 1960-х Джеймс был подписан в качестве штатного автора песен в издательскую компанию мемфисского продюсера Чипса Момана. Моман продюсировал версии песен Томаса «The Eyes of a New York Woman», «Hooked on a Feeling» и «It's Only Love» с 1968 по 1969 год.
Джеймс выпустил свою собственную версию «Suspicious Minds», также спродюсированную Моманом, на лейбле Scepter Records в 1968 году. Используя почти ту же аранжировку, Элвис Пресли записал версию в 1969 году, которая стала хитом и позже была включена в список «500 величайших песен всех времен Rolling Stone» под номером 91.
В 1972 году Джеймс подписал долгосрочный контракт с Screen Gems-Columbia Music. В 1973 году песня Джеймса «Sunday Sunrise» была записана американской кантри-певицей Брендой Ли. Версия Бренды Ли стала огромным хитом, войдя в десятку лучших синглов во многих чартах США. В 1975 году канадская музыкантша Энн Мюррей исполнила кавер на песню «Sunday Sunrise». Элвис Пресли продолжил записывать песни Джеймса «Raised On Rock», «It's Only Love» и «Moody Blue» (заглавный трек к последнему студийному альбому Пресли). Но наибольший успех Джеймсу принесла песня «Always on My Mind», написанная совместно с Джонни Кристофером и Уэйном Карсоном и изданная Пресли в качестве би-сайда в 1972 году.
Трио Марка Джеймса выпустило альбом She's Gone Away в 1978 году на лейбле Crazy Cajun Records вместе с другими участниками группы Джоуи Лонгорией и Бобби Уиндером.
Спустя десять лет после выхода «Always on My Mind» Вилли Нельсон записал кавер на неё, и она стала для него огромным хитом. Джеймс получил премию Грэмми в номинации Песня года и Лучшая кантри-песня в версии Нельсона. В 1987 году британская группа Pet Shop Boys выпустила успешную версию песни «Always on My Mind», которая достигла 1-го места в Великобритании и 4-го в США. 11 октября 2015 года Джеймс был включён в Зал славы авторов песен в Нэшвилле.
Умер 8 июня 2024 года в своём доме в Нашвилле, штат Теннесси, в возрасте 83 лет.

## Награды
| Год  | Номинируемая работа | Категория                          | Результат |
| ---- | ------------------- | ---------------------------------- | --------- |
| 1983 | "Always on My Mind" | Grammy Award for Song of the Year  | Победа    |
| 1983 | "Always on My Mind" | Grammy Award for Best Country Song | Победа    |